# Véra Obolensky
Véra Obolensky (în rusă Вера Аполлоновна Оболенская; n. 11/24 iunie 1911, Bakı, gubernia Baku⁠(d), Imperiul Rus – d. 4 august 1944, Charlottenburg-Wilmersdorf, Berlin, Germania Nazistă) a fost o eroină a Rezistenței Franceze în timpul Celui de-al Doilea Război Mondial (1939–1945). Ea a ocupat funcția de secretar al OCM (Organizația Civilă și Militară), o organizație importantă de rezistență, până la arestarea sa în decembrie 1943. A fost deportată în Germania și executată acolo după eliberarea Franței.

## Viața
Véra Makarova s-a născut în 1911, în Rusia. Tatăl ei a fost Apollon Apollonovici Makarov, un membru al înaltei societăți ruse care a fost viceguvernator în Baku, Azerbaidjan. În timpul Războiului Civil Rus, familia a emigrat la Paris în 1920. Vera avea un pașaport Nansen (eliberat de Liga Națiunilor Refugiaților Apatrizi). După ce a părăsit școala, Véra Makarova a lucrat ca model pentru casele de modă rusești, apoi ca secretară a lui Jacques Arthuys, un industriaș.
Véra s-a căsătorit cu prințul Nicolae Alexandrovici Obolensky (1900–1979) în 1937 la Catedrala Aleksandr Nevski din Paris. Acesta era fiul fostului guvernator al orașului Saint Petersburg și deținea proprietăți în Nisa. În perioada imediat după cel de-al Doilea Război Mondial (1939–1945), familia Obolensky a trăit bine ca și exilați ai aristocrației ruse. Frecventau restaurante cochete, țineau seri de dans și își petreceau vacanțele la mare. Prietenii lui Nicolae glumeau că el este singurul emigrant rus care putea călători cu taxiul în loc să conducă un taxi.

## Activistă de rezistență
După căderea Franței, în iunie 1940, Pierre Lefaurichon a început o muncă de organizare pentru lagărele de închisori din regiunea Parisului. El a ajutat la aranjarea evadărilor și a început să recruteze luptători de rezistență. Jacques Arthuys a preluat curând comanda acestei organizații de rezistență, pe care a condus-o de la domiciliul său de pe bulevardul Victor Hugo, ajutat de Vera Obolensky ca și secretară. În decembrie 1940, Arthuys și-a combinat grupul cu cel al lui Maxime Blocq-Mascart, care a fost implicat în strângerea de informații și ajutarea prizonierilor de război să evadeze. Obolensky, numită Vicky de prieteni, a preluat controlul secretariatului central al mișcării. În primăvara anului 1941, mișcarea a devenit Organizația Civilă și Militară (Organisation civile et militaire (OCM)). În acest timp, ca secretară OCM, Obolensky l-a ajutat și pe Marcel Berthelot să strângă informații pentru rețeaua Centurie și rețeaua Confrérie Notre-Dame (CND).
Arthuys a fost arestat pe 21 decembrie 1941. Colonelul Alfred Touny a preluat comanda și a legat OCM-ul mai strâns de grupul militar. Obolensky, care cunoștea mersul lucrurilor, a reînnoit conexiunile principale cu ajutorul lui Yvonne Arthuys. Obolensky a continuat să conducă secretariatul central al OCM-ului sub colonelul Touny. Ea a fost legătura lui Blocq-Mascart când acesta a intrat în consiliul permanent al Consiliului Național al Rezistenței (CNR). Ea a asigurat legătura între membrii grupului, a colectat rapoartele lor și a menținut corespondența secretă. Nu a trebuit niciodată să scrie o adresă, un nume sau o parolă și a devenit celebră pentru memoria ei uimitoare. Obolensky s-a angajat în a strânge informații, scăpate de către ofițerii germani care foloseau cocaină și care își petreceau serile cu dansatori spanioli. Informațiile erau apoi transmise la Londra de către colonelul Rémy și rețeaua sa CND.
Potrivit lui Arthur Calmette, Obolensky avea o inteligență vivace, o memorie extraordinară, un devotament absolut față de cauză. A fost dublu patriotă din momentul în care a luptat pentru patria rusă dar și pentru țara ei adoptivă, Franța. Avea o capacitate extraordinară de a se adapta și în cele mai rele circumstanțe, rămânând calmă și de nădejde.

## Capturarea și moartea

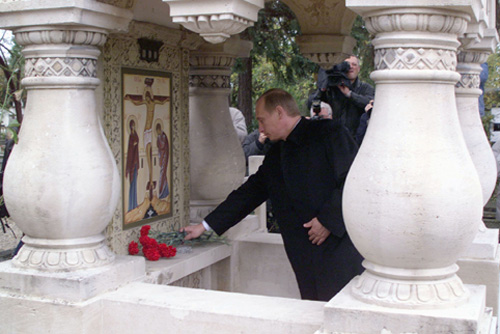
Vladimir Putin în vizită la monumentul Verei Obolensky de la Sainte-Geneviève-des-Bois pe 1 noiembrie 2000

Véra Obolensky a fost arestată pe 16 decembrie 1943, la domiciliul prietenului ei Sofka Nossovitch,un alt membru al OCM, de pe strada Saint-Florentin. Ea a fost luată de echipa lui Rudy de Mérode, care lucra pentru Gestapo. A fost interogată mult timp, dar aceasta a inventat multe povești improbabile pentru a-și proteja tovarășii de luptă. Și-a câștigat porecla de „Prințesa Nu-Știu-Nimic-Despre”. Însoțitoarea ei, Sofia Nosovitch, a fost torturată prin imersiune în apă înghețată. Aceasta a cerut milă, i s-a dat și a supraviețuit războiului într-un lagăr de muncă.
Obolensky nu a fost torturată. A fost judecată sub acuzația de trădare într-un tribunal militar din Arras în mai 1944 și a fost găsită vinovată. A fost condamnată la moarte, dar a refuzat să semneze o cerere de îndurare. În cele din urmă a fost deportată în Germania, mai întâi în închisoarea Moabit din Berlin și apoi în închisoarea Barninstrasse. A fost ghilotinată în închisoarea Plötzensee din Charlottenburg, pe 4 august 1944. Corpul ei a fost livrat laboratorului doctorului Hermann Stieve, șeful Institutului de Anatomie de la Universitatea din Berlin, care studia efectul stresului și factorii mediului asupra sistemului reproductiv al femeilor. Corpul ei nu a fost niciodată găsit.
Soțul lui Véra Obolensky a fost și el membru al Rezistenței. A devenit locotenent al FFI și a fost deportat. Când prințul Obolensky s-a întors de la lagărul de concentrare din Buchenwald, a scris o carte despre soția sa. Nu s-a recăsătorit niciodată, iar la bătrânețe a devenit preot la Catedrala Alexander Nevsky. Există o stelă care o onorează pe Véra Obolensky în Cimitirul rusesc Sainte-Geneviève-des-Bois și o placă în memoria ei în Rueil-la-Gadelière, unde locuia împreună cu soțul ei. În 1958 Véra Obolensky a fost premiată post-mortem cu distincția Crucea de Cavaler a Legiunii de Onoare și Croix de Guerre în timpul unei ceremonii oficiale. A primit, de asemenea, și Medalia de rezistență.